# Euphylidorea insularis
Euphylidorea insularis là một loài ruồi trong họ Limoniidae. Chúng phân bố ở miền Tân bắc.